# Rory Stewart
Roderick (Rory) James Nugent Stewart OBE (Hongkong, 3 januari 1973) is een Brits auteur, wetenschapper, diplomaat en politicus. Hij was van 2010 tot 2019 lid van het Lagerhuis voor het kiesdistrict Penrith and The Border, in eerste instantie voor de Conservative Party. Hij bekleedde een aantal functies in de regeringen van Theresa May. Na 3 september 2019 maakte hij geen deel meer uit van de Conservatieve fractie in het Lagerhuis en een maand later deelde hij mee de partij definitief te verlaten. Bij de Lagerhuisverkiezingen van 2019 was hij niet herkiesbaar. 
Na het verlaten van de actieve politiek was hij directeur van een ontwikkelingsorganisatie. Sinds 2024 is hij hoogleraar aan Yale University in de Verenigde Staten.

## Levensloop
Stewart is de zoon van een Britse diplomaat. Hij groeide op in Maleisië en Schotland. Zijn middelbareschooltijd bracht hij door op Eton. In het jaar tussen zijn eindexamen en de universiteit was hij korte tijd tweede luitenant bij het eliteregiment de Black Watch. Hij studeerde politicologie, filosofie en geschiedenis aan de Universiteit van Oxford.
Na zijn afstuderen trad hij in dienst bij het ministerie van Buitenlandse Zaken. In 2002 maakte hij een voettocht door Noord-centraal Afghanistan in 2002. Hij schreef hierover zijn reisverslag The Places in Between, dat in 2004 werd gepubliceerd.
In 2003 en 2004 was hij namens de Coalition Provisional Authority plaatsvervangend coördinator bestuur in Maysan en in Dhi Qar in Irak. In 2005 richtte hij een non-profitorganisatie op, The Turquoise Mountain Foundation, die zich inzet voor herstel en ontwikkeling in Afghanistan. Als hoofd van deze organisatie woonde hij drie jaar lang in Kabul.
Tussen 2008 en 2010 was hij hoogleraar in de mensenrechten aan Harvard, waar hij les gaf over interventies in politieke crisissituaties. Hij adviseerde Canadese, Amerikaanse en Britse politici over de situatie in Irak en Afghanistan.

## Politieke loopbaan
Stewart was altijd al geïnteresseerd in een carrière in de politiek, maar wist lange tijd niet van welke partij hij lid moest worden. Uiteindelijk koos hij voor de conservatieven, ook omdat de kans klein leek dat Labour snel weer in de regering zou komen. Bij de Lagerhuisverkiezingen van 2010 werd Stewart voor de Conservatieve Partij gekozen in het kiesdistrict Penrith and The Border. Hij werd bij de verkiezingen van 2015 en van 2017 herkozen.
In de aanloop naar het referendum over het EU-lidmaatschap van het Verenigd Koninkrijk was Stewart voor 'remain'. Hij stelde echter de referendumuitslag te aanvaarden en ernaar te streven om brexit uit te voeren op een manier die het land niet zou verdelen.
In de regeringen van Theresa May was hij tussen 2016 en 2019 achtereenvolgens staatssecretaris voor internationale ontwikkeling, staatssecretaris voor Afrika en staatssecretaris voor gevangenissen. In de laatste functie beloofde hij binnen een jaar af te treden als geweld en drugsgebruik in Britse gevangenissen niet zouden zijn afgenomen. In mei 2019 benoemde May hem tot minister voor internationale ontwikkeling. Hij volgde in deze functie Penny Mordaunt op.
Stewart was een van de conservatieve politici die zich in juni 2019 aanmeldden om Theresa May op te volgen als partijleider, maar hij werd in de voorrondes verslagen. Hij kondigde aan ontslag te nemen als minister toen Boris Johnson op 23 juli 2019 de strijd om het partijleiderschap won. Stewart kon zich niet verenigen met Johnsons standpunten over het verdere verloop van het brexitproces, met name het feit dat Johnson niet wilde uitsluiten dat het Verenigd Koninkrijk de Europese Unie zonder akkoord zou verlaten ('no-deal brexit') en ook niet wilde garanderen dat het parlement betrokken zou worden bij de uiteindelijke besluitvorming.
Op 3 september 2019 werd Stewart samen met twintig andere parlementariërs uit de Conservatieve fractie gezet. Zij hadden steun gegeven aan een motie die het mogelijk maakte dat het Lagerhuis een no-deal brexit zou kunnen blokkeren. Stewart bleef wel lid van het Lagerhuis en gaf aan mogelijk als niet-partijgebonden kandidaat mee te zullen doen aan toekomstige lagerhuisverkiezingen. Op 4 oktober 2019 deelde hij echter mee de partij definitief te verlaten en zich niet meer kandidaat te zullen stellen bij de lagerhuisverkiezingen van 12 december 2019. Hij kondigde aan als onafhankelijke kandidaat mee te zullen doen aan de burgemeestersverkiezingen in Londen in 2020. Toen deze verkiezingen in verband met de Coronapandemie een jaar werden uitgesteld moest hij zich als kandidaat terugtrekken: als onafhankelijke zonder steun van een politieke partij zou hij zijn kandidatuur niet zo lang kunnen volhouden.
Sinds maart 2022 presenteert Stewart met voormalig Labour communicatiestrateeg Alastair Campbell een veel beluisterde podcast, The Rest is Politics, waarin zij commentaar leveren op de Britse en internationale politiek.
In 2022 werd Stewart benoemd tot president van GiveDirectly, een non-profit organisatie die extreme armoede in Oost-Afrika wil bestrijden door schenkingen van contact geld aan individuen en families. In januari 2024 werd hij hoogleraar Practice of Grand Strategy aan Yale University in de Verenigde Staten.

## Politieke standpunten
Stewart pleit voor een conservatisme van het centrum, en hoorde bij de linker- noch de rechtervleugel van de Conservatieve Partij.

## Boeken
- The Places in Between, Picador, London, 2004–2006, over zijn voettocht in Afghanistan van de stad Herat naar Kabul in 2002.
  - Nederlandse vertaling: Tussenstations - Te voet van Herat naar Kabul, Prometheus, Amsterdam, 2011, vertaald door Hans van Cuijlenburg. ISBN 978-90-4461632-3
- Occupational Hazards: My Time Governing in Iraq, Picador, London, 2006, ISBN 0-330-44049-7
  - Nederlandse vertaling: Beroepsrisico's, Prometheus, Amsterdam, 2007, vertaald door Hans van Cuijlenburg.
- Can Intervention Work? Amnesty International Global Ethics Series (met Gerald Knaus). W.W. Norton and Co., New York.
- The Marches: A Borderland Journey between England and Scotland, Houghton Mifflin Harcourt, Boston, 2016, ISBN 978-0544108882, over het Engels-Schotse grensgebied en over zijn vader.
  - Nederlandse vertaling: De Schotse Marsen, Prometheus, Amsterdam, 2017, vertaald door Roland Fagel en Natasha Gerson. ISBN 978-90-4463257-6
- How Not to Be a Politician, A Memoir, The Penguin Press, 2023.
  - Nederlandse vertaling: Op het scherpst van de snede. ISBN 9789044655667

## Media
- Stewart was gast in het seizoen 2009/2010 van het Nederlandse televisieprogramma Wintergasten.[18]

## Onderscheidingen
- OBE (2004)